# Nicolau Artabasda
Nicolau Artabasda (Nicolaus Artabasda, Nikólaos Νικόλαος Ἁρταβάσδης) fou un escriptor romà d'Orient de data incerta, nadiu d'Esmirna. Un manuscrit vaticà l'esmenta com  Ἀρταβάσδης, ἀριθμητικος καὶ γεωμέτρης ὁ ?αβδᾶ. Va escriure una obra sobre l'art de comptar amb els dits, amb el nom de  Ἔκφρασις τοῦ δακτυλικοῦ μέτρου, que fou més tard publicada, primer a París, el 1614 i uns anys després a la ciutat de Roma, el 1673.